# Hästen, Korsholm
Hästen är en ö i Finland. Den ligger i Norra kvarken och i kommunen Korsholm i den ekonomiska regionen  Vasa i landskapet Österbotten, i den västra delen av landet. Ön ligger omkring 22 kilometer nordöst om Vasa och omkring 370 kilometer norr om Helsingfors.
Öns area är 3 hektar och dess största längd är 330 meter i nord-sydlig riktning.